# موریس دروسار
موریس دروسار (فرانسوی: Maurice Droessart‎) بازیکن فوتبال اهل لوکزامبورگ بود.
وی همچنین در تیم ملی فوتبال لوکزامبورگ بازی کرده‌است.